# Der Freund (2008)
Der Freund ist ein in der Schweiz produzierter Film des Regisseurs Micha Lewinsky, der im Jahr 2008 erschien. In den Hauptrollen spielen Philippe Graber und Johanna Bantzer. Das Spielfilm-Regiedebüt Lewinskys wurde 2008 mit dem Schweizer Filmpreis und dem Zürcher Filmpreis ausgezeichnet.
Die in der Rolle der Larissa von Emilie Welti gesungenen Lieder stammen von ihr selbst. Zusätzlich war sie unter ihrem Künstlernamen Sophie Hunger zusammen mit Marcel Vaid für den Soundtrack verantwortlich. Der Film wurde vom Bundesamt für Kultur erfolglos für eine Oscar-Nomination vorgeschlagen.

## Inhalt
Emil ist ein schüchterner, etwas unbeholfener Außenseiter. Im wirklichen Leben hätte er eher eine geringe Chance, eine Freundin zu finden. Doch ausgerechnet Emil erhält von der selbstbewussten und von allen umschwärmten Blues-Sängerin Larissa die gewünschte Aufmerksamkeit. In einem Café treffen sie sich zum ersten Mal und tauschen Handynummern aus.
Bald darauf wird jedoch klar, dass Larissa eine bestimmte Absicht verfolgt. Sie beabsichtigt Suizid zu begehen und bittet Emil, sich bei ihrer Familie als ihr Freund auszugeben. So wird er nach ihrem Tod ein ständiger Gast im Hause von Larissas Eltern und verliebt sich in ihre Schwester Nora. Die Familie darf aber nichts von seiner wahren Vorgeschichte mit Larissa erfahren.

## Kritik
„Der Freund ist abgründig und heiter, simpel und ausgefuchst, schwebend leicht und tiefgründig, verdruckst und ambitioniert. Micha Lewinskys Kinodebüt ist von subtiler Fülle. Ein unscheinbares, um nicht zu sagen: ein verschämtes kleines Meisterwerk.“